# Kiff
A Kiff 2023-tól vetített amerikai 2D-s számítógépes animációs zenés vígjátéksorozat, amelyet Lucy Heavens és Nic Smal alkotott.
Amerikában 2023. március 10-én mutatta be a Disney Channel. Magyarországon a Disney Channel mutatta be 2023. október 2-án.

## Ismertető
Table Townban játszódik, egy urbanizált hegyvidéki szigeten, ahol varázslatos lények és állatok élnek együtt. Kiff, egy fiatal, optimista mókus, akinek a legjobb szándékai gyakran teljes káoszba torkollnak, és legjobb barátja, Barry, egy kedves és lágy nyuszi, akik végtelen kalandjaikkal és életkedvükkel rohamléptekben fedezik fel a szigetet, és közben tanulságokat adnak az elfogadás, a barátság, az önzetlenség, az önértékelés, a felelősség, az őszinteség, a hírnév és az érettség fontosságáról.

## Szereplők

### Főszereplők
| Szereplő                             | Eredeti hang      | Magyar hang           | Leírás |
| ------------------------------------ | ----------------- | --------------------- | --- |
| Kiff Chatterley                      | Kimiko Glenn      | Bernát Nina           | Fiatal optimista nőstény mókus. Néha meggondolatlan, de szerencsére sosem fél a felelősségtől és a tényleges felnőtté válástól. |
| Barrington "Barry" Augustus Buns III | H. Michael Croner | Holló-Zsadányi Norman | édes és kedves hím nyúl, aki Kiff legjobb barátja és segítője.                                                                  |

### Mellékszereplők
| Szereplő           | Eredeti hang          | Magyar hang                               | Leírás                                                                                      |
| ------------------ | --------------------- | ----------------------------------------- | ------------------------------------------------------------------------------------------- |
| Martin Chatterley  | James Monroe Iglehart | Háda János                                | Kiff szétszórt és munkanélküli apja, aki szereti a popcornt és a narancslevet.              |
| Beryl Chatterley   | Lauren Ash            | Roatis Andrea                             | Kiff édesanyja és Martin Chatterly felesége, aki internetes üzletasszonyként dolgozik.      |
| Mary Buns          | Rachel House          | Kokas Piroska                             | Barry melegszívű és kedves édesanyja.                                                       |
| Harry Buns         | Josh Johnson          | Harcsik Róbert                            | Barry bátyja és feltörekvő DJ.                                                              |
| Terri Buns         | Nichole Sakura        | Sipos Eszter Anna                         | Barry és Harry testvére. A közösségi média influencer.                                      |
| Kristophe Buns     | Nem szólal meg        | Nem szólal meg                            | Barry egyfülű kistestvére.                                                                  |
| Candle Fox         | Vella Lovell          | Rohrbach Mira                             | Népszerű és gazdag rókalány Kiff és Barry osztályában, valamint Roy lánya.                  |
| Roy Fox            | Eric Bauza            | Tóth Márk (1. hang) Gardi Tamás (2. hang) | Candle apja, aki a Foxhole Productions elnöke, valamint valóságshow-k televíziós producere. |
| Igazgató           | Nic Smal              | Czető Roland                              | Kígyászkeselyű, aki Kiff és Barry iskolájának igazgatója.                                   |
| Helen              | Lucy Heavens          | Réti Szilvia                              | Excentrikus, önző és egoista boszorkány, aki Kiff és Barry drámatanára.                     |
| Miss Deer          | Deedee Magno Hall     | Czető-Fritz Éva                           | 33 éves szarvas, aki Kiff és Barry tanára.                                                  |
| Miss Tulane        | Lucy Heavens          | Bertalan Ágnes                            | Egyszarvú, aki fehér csizmát és rózsaszín sálat visel. Ő az iskola rajztanára..             |
| Trevor Angstrom    | Tom Kenny             | Tóth Csanád                               | Sündisznó, Kiff és Barry osztálytársa.                                                      |
| Darryn Gherkinhein | Tom Kenny             | Fekete Zoltán                             | Neurotikus sárga-barna recés zsiráf Kiff osztályából                                        |
| Renée du Bedat     | Mary Mack             | Sági Tímea                                | Nőstény varacskosdisznó, Kiff és Barry osztálytársa.                                        |
| Reggie             | Eric Bauza            | Czető Ádám                                | stréber, de hűséges mosómedve, Kiff és Barry osztálytársa.                                  |
| Billiam            | Eric Bauza            | Kádár-Szabó Bence                         | Fiatal hím kecske, aki a legjobb barátja Candle-nek.                                        |
| Glarbin Gloobin    | Steve Little          | Kassai Károly                             | Béka, aki a városházát és a talált tárgyak osztályát vezeti.                                |

### Magyar változat
- Bemondó: Schmidt Andrea
- Dalszöveg: Cseh Dávid Péter
- Magyar szöveg: Szemere Laura
- Hangmérnök: Levacsics Péter
- Vágó: Kelemen Zoltán
- Gyártásvezető: Derzsi-Kovács Éva
- Zenei rendező: Weichinger Kálmán
- Szinkronrendező: Bartucz Attila, Dezsőffy-Rajz Katalin
- Produkciós vezető: Szentes Nikolett

A szinkront az Iyuno Hungary készítette.

## Évados áttekintés
| Évad | Évad        | Epizódok | Eredeti sugárzás  | Eredeti sugárzás  | Magyar sugárzás   | Magyar sugárzás |
| Évad | Évad        | Epizódok | Évadpremier       | Évadfinálé        | Évadpremier       | Évadfinálé      |
| ---- | ----------- | -------- | ----------------- | ----------------- | ----------------- | --------------- |
|      | 1           | 30       | 2023. március 10. | 2024. február 10. | 2023. október 2.  | 2024. május 31. |
|      | Különkiadás | 2        | 2024. október 5.  | 2025. január 21.  | 2025. február 22. | N/A             |
|      | 2           | N/A      | 2025. március 15. | N/A               | 2025. április 28. | N/A             |

## Epizódok

### 1. évad (2023-2024)
| #   | #   | Eredeti cím                               | Magyar cím                             | Rendező       | Író                                    | Eredeti premier      | Magyar premier    | Gyártási szám |
| --- | --- | ----------------------------------------- | -------------------------------------- | ------------- | -------------------------------------- | -------------------- | ----------------- | ------------- |
| 1.  | 1.  | Thirst to Be the First                    | A cél az első hely                     | Allison Craig | Quinn Scott                            | 2023. március 10.    | 2023. október 2.  | 101           |
| 1.  | 1.  | The Fourth Bath                           | A negyedik fürdő                       | Allison Craig | Quinn Scott                            | 2023. március 10.    | 2023. október 2.  | 101           |
| 2.  | 2.  | Pool Party                                | Medencés buli                          | Allison Craig | Kent Osborne                           | 2023. március 10.    | 2023. október 3.  | 102           |
| 2.  | 2.  | Road Trip                                 | Kirándulás                             | Allison Craig | Claytia Gonsalves                      | 2023. március 10.    | 2023. október 3.  | 102           |
| 3.  | 3.  | Brunch DJ                                 | Brunch DJ                              | Allison Craig | Kent Osborne                           | 2023. március 18.    | 2023. október 4.  | 103           |
| 3.  | 3.  | Career Day                                | Karriernap                             | Allison Craig | Koby Agyeman                           | 2023. március 18.    | 2023. október 4.  | 103           |
| 4.  | 4.  | The Five Pigeons of the Acapellapocalypse | Az acapella-apokalipszis 5 galambja    | Allison Craig | Kent Osborne                           | 2023. március 18.    | 2023. október 5.  | 104           |
| 4.  | 4.  | Leave a Little Juice                      | Az utolsó csepp                        | Allison Craig | Quinn Scott                            | 2023. március 18.    | 2023. október 5.  | 104           |
| 5.  | 5.  | Big Barry on Campus                       | Nagy Barry a gimiben                   | Allison Craig | Claytia Gonsalves                      | 2023. március 25.    | 2023. október 6.  | 105           |
| 5.  | 5.  | Club Book                                 | Könyv Klub                             | Allison Craig | Claytia Gonsalves                      | 2023. március 25.    | 2023. október 6.  | 105           |
| 6.  | 6.  | Kiff's Mix                                | Kiff gabonapelyhe                      | Allison Craig | Quinn Scott                            | 2023. március 25.    | 2023. október 9.  | 106           |
| 6.  | 6.  | Kiff's on a Plane                         | Kiff szárnyal                          | Allison Craig | Quinn Scott                            | 2023. március 25.    | 2023. október 9.  | 106           |
| 7.  | 7.  | Farley                                    | Farley                                 | Allison Craig | Kent Osborne                           | 2023. április 1.     | 2023. október 10. | 107           |
| 7.  | 7.  | Two for One Hot Dogs                      | Két hotdog egy áráért                  | Allison Craig | Sarah Lloyd                            | 2023. április 1.     | 2023. október 10. | 107           |
| 8.  | 8.  | Halfway There Day                         | Félútnap                               | Allison Craig | Sarah Lloyd                            | 2023. április 1.     | 2023. október 11. | 108           |
| 8.  | 8.  | Be Still My Harp                          | Szorult helyzetben                     | Allison Craig | Sarah Lloyd                            | 2023. április 1.     | 2023. október 11. | 108           |
| 9.  | 9.  | Friendiversary                            | Barátságforduló                        | Allison Craig | Kobe Agyeman                           | 2023. április 8.     | 2023. október 12. | 109           |
| 9.  | 9.  | Totally Table Town                        | Asztalfalva java                       | Allison Craig | Claytia Gonsalves                      | 2023. április 8.     | 2023. október 12. | 109           |
| 10. | 10. | Hat                                       | Kalap                                  | Allison Craig | Lucy Heavens, Nic Smal és Kent Osborne | 2023. április 15.    | 2023. október 16. | 111           |
| 10. | 10. | Lost and Found                            | Elveszve és megtalálva                 | Allison Craig | Sarah Lloyd                            | 2023. április 15.    | 2023. október 16. | 111           |
| 11. | 11. | Principal Dance Socks                     | Az igazgató tánczoknija                | Allison Craig | Sarah Lloyd                            | 2023. április 22.    | 2023. október 13. | 110           |
| 12. | 12. | Two Truths and a Bunny                    | Két igazság és egy nyuszi              | Allison Craig | Claytia Gonsalves                      | 2023. április 29.    | 2023. október 17. | 112           |
| 12. | 12. | Nicknames                                 | Becenevek                              | Allison Craig | Koby Agyeman                           | 2023. április 29.    | 2023. október 17. | 112           |
| 13. | 13. | The Sound of Helen                        | Helen hangja                           | Allison Craig | Hannah Jost                            | 2023. május 6.       | 2023. október 18. | 113           |
| 13. | 13. | Weekly Grocery Shop                       | Heti bevásárlás                        | Allison Craig | Quinn Scott                            | 2023. május 6.       | 2023. október 18. | 113           |
| 14. | 14. | Friendship in the Time of Cheese Caves    | Barátság Sajtbarlang idején            | Allison Craig | Sarah Lloyd                            | 2023. május 13.      | 2023. október 19. | 114           |
| 14. | 14. | Soup Opera                                | Szószopera                             | Allison Craig | Claytia Gonsalves                      | 2023. május 13.      | 2023. október 19. | 114           |
| 15. | 15. | Mall Leader                               | Bevásárlóközponti vezető               | Allison Craig | Lucy Heavens és Nic Smal               | 2023. május 20.      | 2023. október 20. | 115           |
| 15. | 15. | Ghost Wolf's Art                          | Szellemfarkas művészete                | Allison Craig | Hannah Jost                            | 2023. május 20.      | 2023. október 20. | 115           |
| 16. | 16. | Fresh Outta Grandmas                      | Friss nagyitermés                      | Allison Craig | Koby Agyeman                           | 2023. június 17.     | 2024. május 13.   | 116           |
| 16. | 16. | Maybe-sitting                             | Szitter svindler                       | Allison Craig | Quinn Scott                            | 2023. június 17.     | 2024. május 13.   | 116           |
| 17. | 17. | Everyday I'm Riddlin' Riddlin             | Mindennapi fejtörőnk                   | Allison Craig | Sarah Lloyd                            | 2023. június 24.     | 2024. május 14.   | 117           |
| 17. | 17. | Life on the Inside                        | Bendő és bünti                         | Allison Craig | Claytia Gonsalves                      | 2023. június 24.     | 2024. május 14.   | 117           |
| 18. | 18. | Weird Delivery                            | Furcsa küldemény                       | Allison Craig | Kent Osborne                           | 2023. július 1.      | 2024. május 15.   | 118           |
| 18. | 18. | No Dad Ideas                              | Apás ötletek                           | Allison Craig | Koby Agyeman                           | 2023. július 1.      | 2024. május 15.   | 118           |
| 19. | 19. | Faculty Lounge                            | Tanári pihenő                          | Allison Craig | Hannah Jost                            | 2023. július 8.      | 2024. május 16.   | 119           |
| 19. | 19. | Personal Assistant                        | Személyi asszisztens                   | Allison Craig | Quinn Scott                            | 2023. július 8.      | 2024. május 16.   | 119           |
| 20. | 20. | Trevor's Rockin Halloween Bash            | Trevor vérfagyasztó halloweeni banzája | Allison Craig | Lucy Heavens, Nic Smal és Kent Osborne | 2023. szeptember 29. | 2024. május 17.   | 120           |
| 21. | 21. | I Like to Move It!                        | A szállítók                            | Allison Craig | Quinn Scott                            | 2023. október 7.     | 2024. május 20.   | 121           |
| 21. | 21. | Hive Got an Idea                          | Új gyerek                              | Allison Craig | Sarah Lloyd                            | 2023. október 7.     | 2024. május 20.   | 121           |
| 22. | 22. | You Can't Handle the Tooth!               | Fogas kérdés                           | Allison Craig | Claytia Gonsalves                      | 2023. október 14.    | 2024. május 21.   | 122           |
| 22. | 22. | Blooper Quest                             | A bakivideó                            | Allison Craig | Koby Agyeman                           | 2023. október 14.    | 2024. május 21.   | 122           |
| 23. | 23. | When You Mow You Mow                      | Ha nyírni kell, akkor nyírni kell      | Allison Craig | Kent Osborne                           | 2023. október 21.    | 2024. május 22.   | 123           |
| 23. | 23. | Harry's Maturity Crisis                   | Harry érettségi válsága                | Allison Craig | Hannah Jost                            | 2023. október 21.    | 2024. május 22.   | 123           |
| 24. | 24. | Silly Moods                               | Játékos hangulat                       | Allison Craig | Sarah Lloyd                            | 2023. október 28.    | 2024. május 23.   | 124           |
| 24. | 24. | Chatterley vs Chatterley                  | Chatterley kontra Chatterley           | Allison Craig | Quinn Scott                            | 2023. október 28.    | 2024. május 23.   | 124           |
| 25. | 25. | Hungee Squirrel                           | Mókusvadászat                          | Allison Craig | Koby Agyeman                           | 2023. november 4.    | 2024. május 24.   | 125           |
| 25. | 25. | Foreverangees                             | Barátságpróba                          | Allison Craig | Claytia Gonsalves                      | 2023. november 4.    | 2024. május 24.   | 125           |
| 26. | 26. | Snow More Ketchup                         | Több ketchupot Asztalfalvára           | Allison Craig | Hannah Jost                            | 2023. november 11.   | 2024. május 27.   | 126           |
| 26. | 26. | Kiff and Barry Go To Prom                 | Kiff és Barry bálba mennek             | Allison Craig | Kent Osborne                           | 2023. november 11.   | 2024. május 27.   | 126           |
| 27. | 27. | Kiff Is Good at Sports                    | Kiff, az ügyes sportoló                | Allison Craig | Claytia Gonsalves                      | 2024. január 20.     | 2024. május 28.   | 127           |
| 27. | 27. | Mushroommates                             | Gombarátok                             | Allison Craig | Quinn Scott                            | 2024. január 20.     | 2024. május 28.   | 127           |
| 28. | 28. | Principal Helen                           | Helen igazgató                         | Allison Craig | Koby Agyeman                           | 2024. január 27.     | 2024. május 29.   | 128           |
| 28. | 28. | Dial B for Butt                           | Halló, itt fenék beszél                | Allison Craig | Sarah Lloyd                            | 2024. január 27.     | 2024. május 29.   | 128           |
| 29. | 29. | Fun Uncle Pat                             | Pat bácsi látogatása                   | Allison Craig | Kent Osborne                           | 2024. február 3.     | 2024. május 30.   | 129           |
| 29. | 29. | Kiff Escape!                              | Kiff kiszabadul                        | Allison Craig | Hannah Jost                            | 2024. február 3.     | 2024. május 30.   | 129           |
| 30. | 30. | Beach Day                                 | Tengerparti nap                        | Allison Craig | Quinn Scott                            | 2024. február 10.    | 2024. május 31.   | 130           |
| 30. | 30. | Sun’s Out Buns Out                        | Barry úszni tanul                      | Allison Craig | Sarah Lloyd és Claytia Gonsalves       | 2024. február 10.    | 2024. május 31.   | 130           |

### Különkiadás (2024-2025)
| #   | #  | Eredeti cím                          | Magyar cím            | Rendező                  | Író                              | Eredeti premier  | Magyar premier    |
| --- | -- | ------------------------------------ | --------------------- | ------------------------ | -------------------------------- | ---------------- | ----------------- |
| 31. | 1. | The Haunting of Miss McGravy's House |                       | Nic Smal és Lucy Heavens | Allyson Gonzalez és Brett Muller | 2024. október 5. |                   |
| 32. | 2. | Lore of the Ring Light               | A körlámpák tudománya | Kent Osborne             | Allyson Gonzalez és Taylor Curry | 2025. január 21. | 2025. február 22. |

### 2. évad (2025)
| #   | #   | Eredeti cím                           | Magyar cím                                       | Rendező       | Író                                            | Eredeti premier    | Magyar premier    |
| --- | --- | ------------------------------------- | ------------------------------------------------ | ------------- | ---------------------------------------------- | ------------------ | ----------------- |
| 33. | 1.  | Kiff Has to Sneeze                    | Kiffnek tüsszentenie kell                        | Allison Craig | Quinn Scott                                    | 2025. március 15.  | 2025. április 28. |
| 33. | 1.  | Never Meet Your Mailboxes             | Óvakodj a postaládától                           | Allison Craig | Sarah Lloyd                                    | 2025. március 15.  | 2025. április 28. |
| 34. | 2.  | The Other Movie                       | A másik film                                     | Allison Craig | Koby Agyeman                                   | 2025. március 15.  | 2025. április 29. |
| 34. | 2.  | Roy-alty Check                        | Kiff pénzhez jutt                                | Allison Craig | Claytia Gonsalves                              | 2025. március 15.  | 2025. április 29. |
| 35. | 3.  | Stramded                              | Villamosdilemma                                  | Allison Craig | Hannah Jost                                    | 2025. március 22.  | 2025. április 30. |
| 35. | 3.  | Hairstory                             | Hajbaj                                           | Allison Craig | Kent Osborne                                   | 2025. március 22.  | 2025. április 30. |
| 36. | 4.  | Lights Out                            | Áramszünet                                       | Allison Craig | Quinn Scott                                    | 2025. március 22.  | 2025. május 1.    |
| 36. | 4.  | Dinner at Barry's                     | Vacsora Barryéknél                               | Allison Craig | Sarah Lloyd                                    | 2025. március 22.  | 2025. május 1.    |
| 37. | 5.  | Taily                                 | Farkinca                                         | Allison Craig | Claytia Gonsalves                              | 2025. március 29.  | 2025. május 2.    |
| 37. | 5.  | Cocina Island                         | Cocina-sziget                                    | Allison Craig | Koby Agyeman                                   | 2025. március 29.  | 2025. május 2.    |
| 38. | 6.  | Up All Night                          | Ébren hajnalig                                   | Allison Craig | Quinn Scott                                    | 2025. április 5.   | 2025. május 5.    |
| 38. | 6.  | Rotten Banana                         | Romlott banán                                    | Allison Craig | Hannah Jost                                    | 2025. április 5.   | 2025. május 5.    |
| 39. | 7.  | OTDR                                  | AAKK                                             | Allison Craig | Kent Osborne                                   | 2025. április 12.  | 2025. május 6.    |
| 39. | 7.  | Good Morning Table Town School        | Jó reggelt, Asztalfalvi Iskola                   | Allison Craig | Sarah Lloyd                                    | 2025. április 12.  | 2025. május 6.    |
| 40. | 8.  | Mystery Spell                         | Rejtélyes bűbáj                                  | Allison Craig | Koby Agyeman                                   | 2025. április 19.  | 2025. május 7.    |
| 40. | 8.  | Wiz Ed                                | Tan, a varázsló                                  | Allison Craig | Claytia Gonsalves                              | 2025. április 19.  | 2025. május 7.    |
| 41. | 9.  | Trash Clumpers                        | Szemétkupacolók                                  | Allison Craig | Hannah Jost                                    | 2025. április 26.  | 2025. május 8.    |
| 41. | 9.  | Wiff & Larry                          | Wiff és Larry                                    | Allison Craig | Quinn Scott                                    | 2025. április 26.  | 2025. május 8.    |
| 42. | 10. | Helping People Feels Good             | Segíteni az embereknek, hogy jól érezzék magukat | Allison Craig | Kent Osborne                                   | 2025. május 3.     | 2025. május 9.    |
| 42. | 10. | Dinner with Darryn                    | Vacsora Darrynnel                                | Allison Craig | Sarah Lloyd                                    | 2025. május 3.     | 2025. május 9.    |
| 43. | 11. | Spoiled Again                         |                                                  | Allison Craig | Koby Agyeman                                   | 2025. június 7.    |                   |
| 43. | 11. | Much Ado About Muffin                 |                                                  | Allison Craig | Claytia Gonsalves                              | 2025. június 7.    |                   |
| 44. | 12. | Arrested Dehelenment                  |                                                  | Allison Craig | Hannah Jost                                    | 2025. június 14.   |                   |
| 44. | 12. | Here Comes the Wedding Episode        |                                                  | Allison Craig | Quinn Scott                                    | 2025. június 14.   |                   |
| 45. | 13. | Rock Kick                             |                                                  | Allison Craig | Nic Smal                                       | 2025. június 21.   |                   |
| 45. | 13. | The Macaroni Affair                   |                                                  | Allison Craig | Sarah Lloyd                                    | 2025. június 21.   |                   |
| 46. | 14. | Kiff and Barry Save Halfway There Day |                                                  | Allison Craig | Kent Osborne                                   | 2025. június 28.   |                   |
| 47. | 15. | Kristophe's Big Day Out               |                                                  | Allison Craig | Koby Agyeman                                   | 2025. július 5.    |                   |
| 47. | 15. | Annoying, Freaky, Cool                |                                                  | Allison Craig | Claytia Gonsalves                              | 2025. július 5.    |                   |
| 48. | 16. | A Troll Through the Woods             |                                                  | Allison Craig | Quinn Scott                                    | 2025. július 12.   |                   |
| 48. | 16. | Big Coat                              |                                                  | Allison Craig | Hannah Jost                                    | 2025. július 12.   |                   |
| 49. | 17. | The Tower on Trevor                   |                                                  | Allison Craig | Kent Osborne                                   | 2025. július 19.   |                   |
| 49. | 17. | Friends On Line                       |                                                  | Allison Craig | Sarah Lloyd                                    | 2025. július 19.   |                   |
| 50. | 18. | Martin Waxed the Floors!              |                                                  | Allison Craig | Kent Osborne, Quinn Scott és Claytia Gonsalves | 2025. július 26.   |                   |
| 50. | 18. | Juice Break                           |                                                  | Allison Craig | Koby Agyeman                                   | 2025. július 26.   |                   |
| 51. | 19. | Stories Before Snories                |                                                  | Allison Craig | Nic Smal                                       | 2025. augusztus 2. |                   |
| 51. | 19. | Is Patty a Baddie?                    |                                                  | Allison Craig | Hannah Jost                                    | 2025. augusztus 2. |                   |
| 52. | 20. | Slippery Slopes                       |                                                  | Allison Craig | Quinn Scott                                    | 2025. augusztus 9. |                   |
| 52. | 20. | Of B&B's and Piano Keys               |                                                  | Allison Craig | Sarah Lloyd                                    | 2025. augusztus 9. |                   |

## A sorozat készítése
Az alkotók, Nic Smal és Lucy Heavens 2017-ben találkoztak először egymással, amikor a Triggerfish Animation Studios animátorai voltak, mivel a duó állítása szerint "ugyanazt a komédia nyelvet beszélték". 2017 decemberében kezdődött a sorozat koncepciója, és végül öt hónappal később a Disney opciós jogot szerzett rá. 2021. június 17-én, az Annecy Nemzetközi Animációs Filmfesztiválon jelentették be, hogy Lucy Heavens és Nic Smal fejlesztik a sorozatot, amelynek címe Kiff. A duó szerint a sorozatot a Fokvárosban felnövő tapasztalataik inspirálták, míg Heavens úgy írta le, mint egy sorozatot "egy gyerekről, aki a szüleivel él és iskolába jár", amelynek komédiája a bemutatott világra és karakterekre összpontosít. Meredith Roberts, a Disney Channel animációs részlegének vezető alelnöke elmondta: "Lucy és Nic egy briliáns kreatív csapat, akik egy friss és vicces sorozatot hoztak létre, vibráló látványvilággal, amely segít egyedülálló módon életre kelteni egy mókus és egy nyuszi barátságát."